# 레오나르도 헬리콥터 AW249
레오나르도 헬리콥터 AW249는 이탈리아 레오나르도 S.p.A.가 개발중인 공격용 헬기이다. 아구스타 A129 망구스타의 후속기종이다.

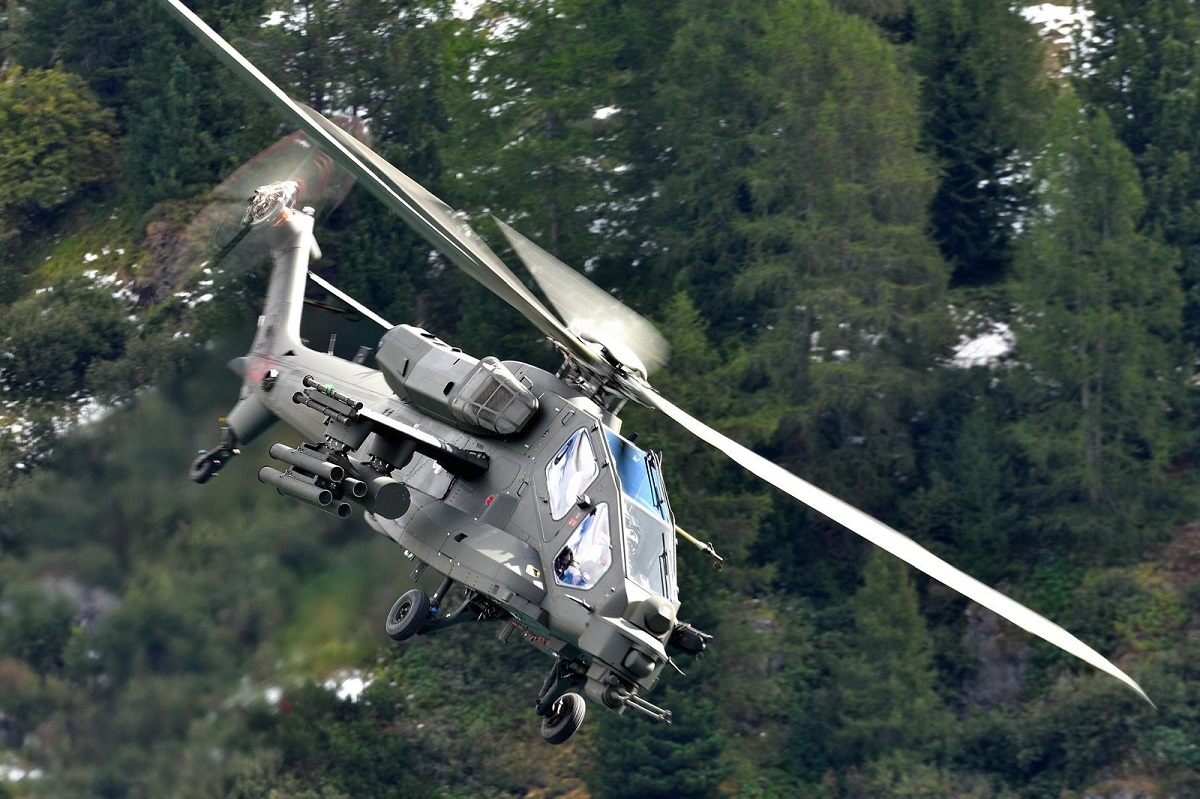
레오나르도 헬리콥터 AW249

## 역사
2017년 1월, 이탈리아 육군은 아구스타 A129 망구스타의 후속기종을 개발하기 위해, 제조사와 4억 8700만 유로(6657억원)의 계약을 체결했다. 1대의 시제기, 3대의 대량생산이전 제품, 최초의 대량생산 제품 1대를 생산하는 계약이다.
1990년에 생산된 아구스타 A129 망구스타 공격헬기는 2025년에 퇴역한다. 이를 대체하기 위해 신형 공격헬기 48대를 주문했다. 망구스타는 모두 59대가 팔렸으며, 2018년 현재 32대가 사용중이다.
2017년 두바이 에어쇼에서, 레오나르도는 터키와 합작개발할 의향이 있다고 발표했다.
대전차 미사일은 아구스타 A129 망구스타에서 사용했던 이스라엘 스파이크-ER을 사용할 것이다.

## 비교
- 아구스타 A129 망구스타, 최대이륙중량 5톤
- AW249, 최대이륙중량 8톤
- TAI T-129, 최대이륙중량 5톤
- 유로콥터 타이거, 최대이륙중량 6톤
- AH-64 아파치, 최대이륙중량 10톤
- AH-1 코브라, 최대이륙중량 4.3톤
- AH-1W 슈퍼코브라, 최대이륙중량 6.7톤
- 벨 AH-1Z 바이퍼, 최대이륙중량 8.4톤

## 같이 보기
- 아구스타웨스틀랜드 AW149
- HAL 프라찬드
- 하얼빈 Z-19
- 가와사키 OH-1
- 시코르스키 S-97 레이더